# Last Dance (canción de Dua Lipa)
«Last Dance» es un sencillo de la cantante albanobritánica Dua Lipa incluido en la edición de lujo de su álbum debut homónimo de 2017. Fue escrita por Lipa con Talay Riley y Stephen Kozmeniuk, y producida por este último. Fue lanzado el 9 de febrero de 2016 como el tercer sencillo del álbum. Alcanzó la posición número 4 en la lista Twitter Emerging Artists de la revista Billboard, donde se mantuvo por siete semanas.

## Composición
Es una canción chillwave y synth-pop que presenta una producción electrónica y sonidos «dance-heavy» que ha sido comparada con la de Major Lazer y Justin Bieber. Luego la canción se acumula en un segmento electrónico que coloca a la voz de la cantante en el foco central, donde el rango vocal abarca de A 3 a E 5. Líricamente, describe a Lipa «explorando una relación particularmente intensa que podría estrellarse y arder con un preaviso de milisegundos». Tiene un tempo de 136 pulsaciones por minuto.

## Recepción crítica
Robin Murray de Clash elogió el sencillo al escribir que tiene «una energía innata y una verdadera inteligencia pop». Bianca Gracie de Idolator apuntó que la canción «te golpeará inmediatamente en la cintura, gracias a la voz sensual y audaz de la joven de 20 años». Por su parte, Jessica Boyle de Pulse Media ensalzó las «voces roncas» de Lipa.

## Video musical
El vídeo musical fue dirigido por Jon Brewer y Ian Blair, se estrenó el 18 de febrero de 2016. Se grabó en la selva de California en diciembre de 2015, y presenta a la solista corriendo alrededor de un «bosque tecnicolorado».

## Lista de canciones
Descarga digital

| N.º | Título                      | Duración |  |
| 1.  | «Last Dance» (Radio single) | 3:48     |  |

Descarga digital - remixes

| N.º | Título                            | Duración |  |
| 1.  | «Last Dance» (Stefan Ponce Remix) | 4:57     |  |
| 2.  | «Last Dance» (Coucheron Remix)    | 3:02     |  |

## Personal
Créditos adaptados de las notas del álbum Dua Lipa.
Grabación
- Grabado en KasaKoz Studios, Toronto
- Voces grabadas en TaP Studio / Strongroom 7, Londres
- Mezclado en BabelFish Studios
- Masterizado en Metropolis Studios, Londres

Personal
- Dua Lipa - voz
- Stephen "Koz" Kozmeniuk - producción, teclados, programación, coros
- Matty Green - mezcla
- Michael Sonier - asistencia de ingeniería
- Matt Vlahovich - teclados adicionales
- Talay Riley - coros
- John Davis - masterización

## Lanzamientos
| País   | Fecha                | Formato          | Versión  | Discográfica     | Ref    |
| ------ | -------------------- | ---------------- | -------- | ---------------- | ------ |
| Varios | 9 de febrero de 2016 | Descarga digital | Original | Dua Lipa Limited | [ 15 ] |
| Varios | 25 de marzo de 2016  | Descarga digital | Remix    | Dua Lipa Limited | [ 16 ] |